# Nikolai Kalmakow

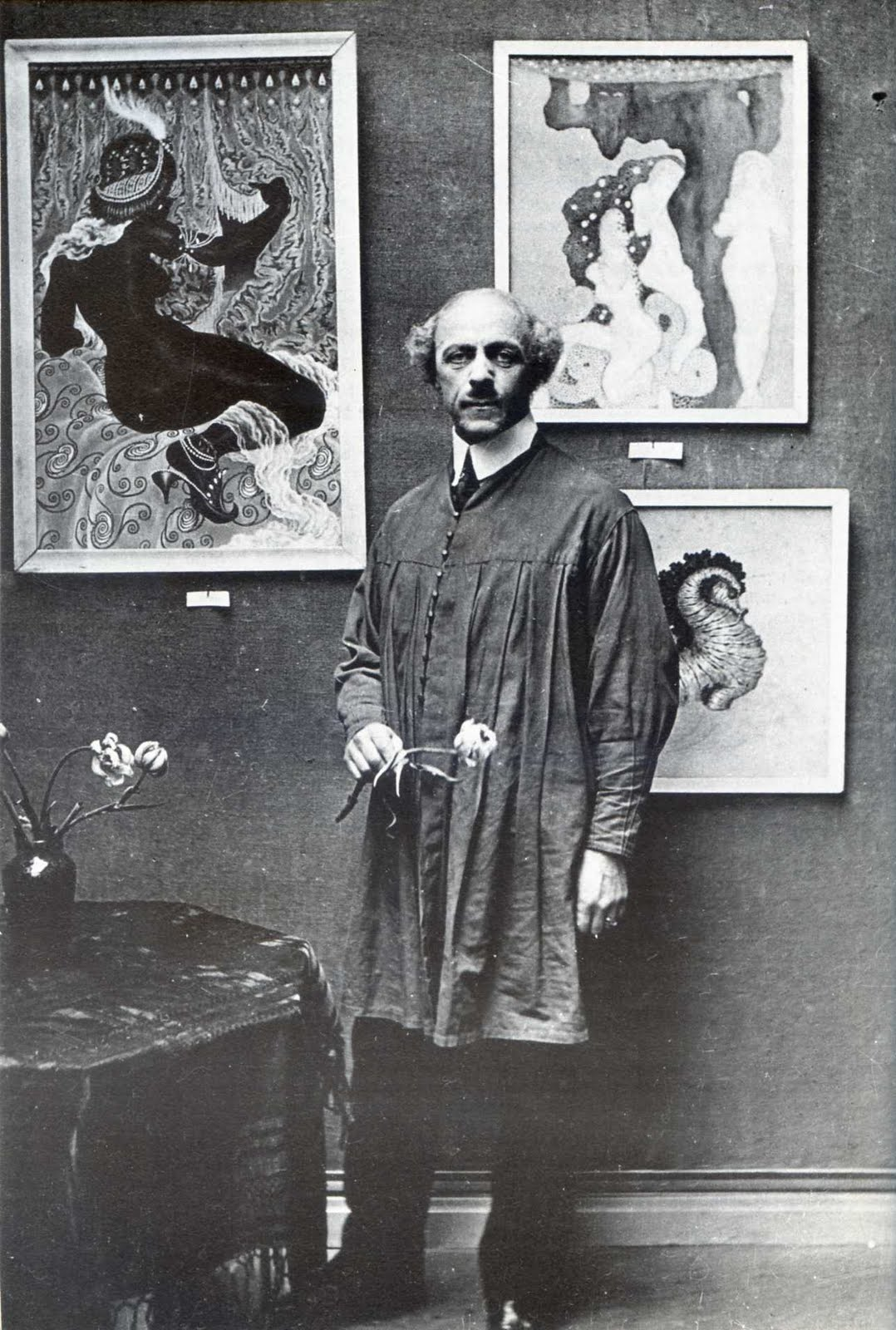
Nikolai Kalmakow (1928)

Nikolai Konstantinowitsch Kalmakow, russisch Николай Константинович Калмаков, auch Nicholas Kalmakoff, (* 23. Januar 1873 in Nervi, Italien; † 2. Februar 1955 in Chelles, Frankreich) war ein russischer Zeichner, Maler und Bühnenbildner.

## Leben
Als Sohn eines adligen russischen Generals und einer Italienerin erhielt er zunächst Heimunterricht. Seine erste Leidenschaft fürs Okkulte wurde früh entfacht durch Erzählungen der Brüder Grimm und E.T.A. Hoffmans. Er studierte 1890–1895 in St. Petersburg Jura und nach seinem Abschluss Malerei und Anatomie in Italien. Seine Lieblingsthemen waren griechische und orientalische Sagenwelt, Erotik und Askese. Stilistisch stand er dem Symbolismus und Jugendstil nahe. Er lebte ab 1900 abwechselnd in St. Petersburg und Moskau. Obwohl er sonst die Abschottung bevorzugte, hatte er losen Kontakt zur Künstlervereinigung Mir Iskusstwa und der St. Petersburger Theaterwelt, wo er mit aufwändigen und tabubrechenden Kostümen und Bühnendesigns Aufsehen erregte. Er arbeitete auch als Buchillustrator und fertigte auf Kundenwunsch Exlibris.
Nach der  russischen Revolution 1917 emigrierte er und lebte in Konstantinopel, Tallinn und ab 1924 in Paris. Dort arbeitete er 1926 zusammen mit seinem ehemaligen St. Petersburger Kommilitonen und Dramatiker Nikolai Jevreinow an einer Aufführung von Oscar Wildes Salomé. Zu seinen Bekannten in Frankreich gehörte der ebenfalls emigrierte Mystiker Gurdjieff.
Er starb 1955 verarmt und größtenteils vergessen in einem Altersheim in Chelles. In dieser Stadt liegt er auch begraben.